# Conus solomonensis
Espèce
Statut de conservation UICN

 DD  : Données insuffisantes
Conus solomonensis est une espèce de mollusques gastéropodes marins de la famille des Conidae.
Comme toutes les espèces du genre Conus, ces escargots sont prédateurs et venimeux. Ils sont capables de « piquer » les humains et doivent donc être manipulés avec précaution, voire pas du tout.

## Description
La taille de la coquille varie entre 22 mm et 40 mm.

## Distribution
Le "Conus solomonensis" se trouve au large des îles Salomon et de la Papouasie-Nouvelle-Guinée. La type est située à l'ouest de Honiara, Guadalcanal, Solomons. 

### Niveau de risque d’extinction de l’espèce
Selon l'analyse de l'UICN réalisée en 2011 pour la définition du niveau de risque d'extinction, cette espèce est endémique aux îles Salomon, cependant ces îles ont une grande zone côtière le long de laquelle l'espèce pourrait se trouver. La population peut être fragmentée car il s'agit d'une espèce d'eau peu profonde et donc facile d'accès pour les touristes. Cette affirmation est étayée par l'existence d'une importante industrie de la plongée dans la région, qui est en pleine expansion. Il peut également y avoir une menace de pollution due à l'exploitation minière dans la région. La distribution de cette espèce est incertaine, mais elle est probablement très fragmentée avec un AOO de moins de 2 000 km2. Sa présence dans les AMP est également incertaine. Par conséquent, elle est inscrite dans la catégorie Données insuffisantes.

## Taxinomie

### Publication originale
L'espèce Conus solomonensis a été décrite pour la première fois en 1992 par le malacologiste belge André Delsaerdt dans « Gloria Maris »,.

### Synonymes
- Conus (Phasmoconus) solomonensis Delsaerdt, 1992 · appellation alternative
- Phasmoconus solomonensis (Delsaerdt, 1992) · non accepté